# Trichomanes kalbreyeri
Trichomanes kalbreyeri är en hinnbräkenväxtart som beskrevs av Bak. Trichomanes kalbreyeri ingår i släktet Trichomanes och familjen Hymenophyllaceae. Inga underarter finns listade.